# Olgaea lomonossowii
Olgaea lomonossowii là một loài thực vật có hoa trong họ Cúc. Loài này được (Trautv.) Iljin mô tả khoa học đầu tiên năm 1922.